# Polygamia superflua
Em botânica, segundo o sistema de Linné, Polygamia superflua  é uma das cinco ordens de plantas pertencentes à classe Syngenesia.
As plantas desta ordem se caracterizam-se por apresentarem inflorescência arranjadas em capítulos, com as flores centrais hermafroditas e as marginais pistiladas. Nas flores hermafroditas os estames estão soldados pelas anteras.
Gêneros:  Artemisia, Gnaphalium, Xeranthemum, Carpesium, Baccharis, Conyza, Erigeron, Tussilago, Senecio, Aster, Solidago, Inula, Arnica, Doronicum, Helenium, Bellis, Tagetes, Chrysanthemum, Matricaria, Cotula, Anacyclus, Anthemis, Achillea, Tridax, Sigesbeckia, Verbesina, Tetragonotheca, Buphthalmum